# Polittico del Giudizio universale
Il Polittico del Giudizio universale è un'opera di Rogier van der Weyden, olio su tavola (215×560 cm), databile al 1443-1451. È composto da nove pannelli, una parte mobili per chiudere la parte centrale, e conservato nell'Hôtel-Dieu di Beaune.

## Storia
L'opera venne commissionata dal cancelliere di Borgogna e di Brabante Nicolas Rolin, importante consigliere del Duca di Borgogna dal 1422. Lo stesso personaggio aveva commissionato, qualche anno prima, la Madonna del cancelliere Rolin a Jan van Eyck. La destinazione era la cappella dell'ospedale-ospizio di Beaune; oggi l'opera è sempre conservata all'Hôtel-Dieu di Beaune, ma in una sala apposita.

## Descrizione e stile

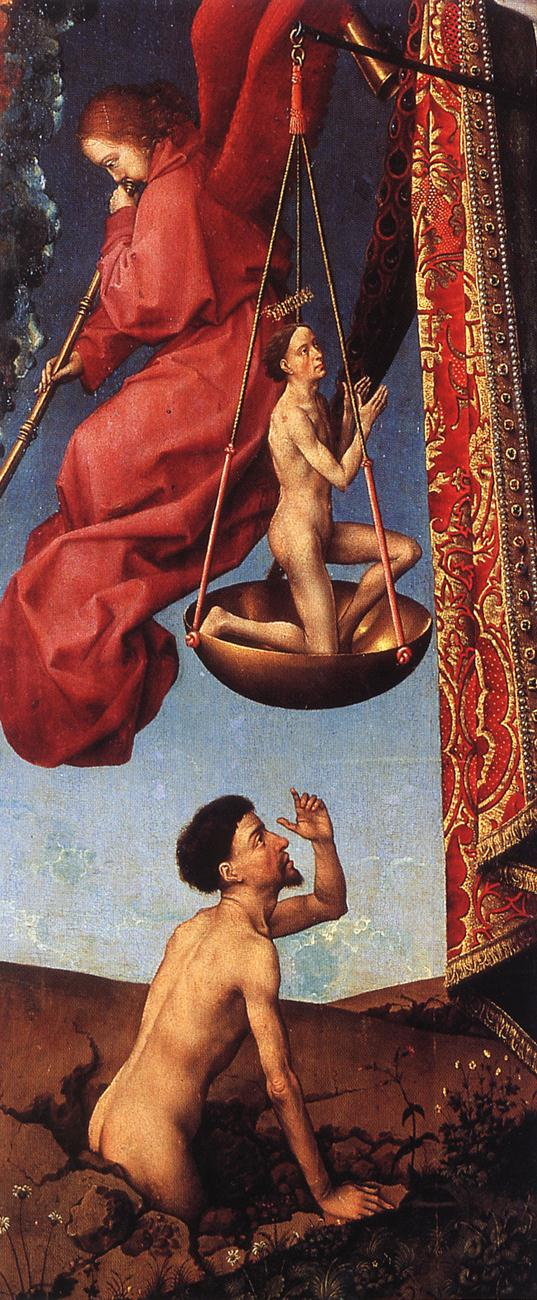
Dettaglio

Si tratta di un'opera della maturità del grande maestro fiammingo, dipinta quando era pittore ufficiale della città di Bruxelles e un cittadino ricco e generoso, la cui fama oltrepassava i confini nazionali. La pala è un'opera grandiosa, la più grande di Rogier van der Weyden, con un notevole impegno nell'ideazione della struttura compositiva e nell'accurata esecuzione pittorica fin nei minimi dettagli, che ne fanno un'opera degna di gareggiare con Polittico dell'agnello mistico, capolavoro di Jan van Eyck.
Per affrontare in maniera unitaria la spartizione in pannelli diversi, l'artista cercò di dare una forte unitarietà all'insieme, con molti elementi che proseguono tra uno scomparto e l'altro, come le fiamme o l'arcobaleno che simboleggia l'alleanza tra dio e gli uomini.
Il polittico mostra nel pannello centrale il Cristo giudice, sotto il quale si trova l'arcangelo Michele che sta soppesando le anime dei buoni e dei cattivi via via che esse escono dai sepolcri (i quali occupano tutta la fascia inferiore) e vagano in attesa del giudizio. Accanto a Cristo, nei due pannelli superiori, volano angeli coi simboli della passione, mentre nei pannelli inferiori si trova una fila per lato di santi della corte celeste, tutti avvolti da una nube incandescente. Ai lati si trovano le evocazioni del Paradiso e dell'Inferno. Il primo è semplicemente evocato da un portale dorato dove un angelo accoglie le anime dei giusti. Il secondo è una grotta buia dove i dannati sono sprofondati. Secondo l'atteggiamento intellettuale del nascente umanesimo, van der Weyden non indugia sui dettagli macabri o sulla descrizione delle pene fisiche, ma sottolinea invece i moti interiori e i sentimenti dei personaggi. Alcuni particolari sono di crudo realismo, ma nell'insieme la visione infernale si distacca dalla scene sovraffollate e allucinate del tardo medioevo.
Sul retro degli scomparti chiudibili si trovano un Angelo Annunciante e Vergine annunciata (registro superiore) e San Sebastiano e Sant'Antonio Abate (registro inferiore) dipinti a monocromo, come statue marmoree viventi.

## Altre immagini

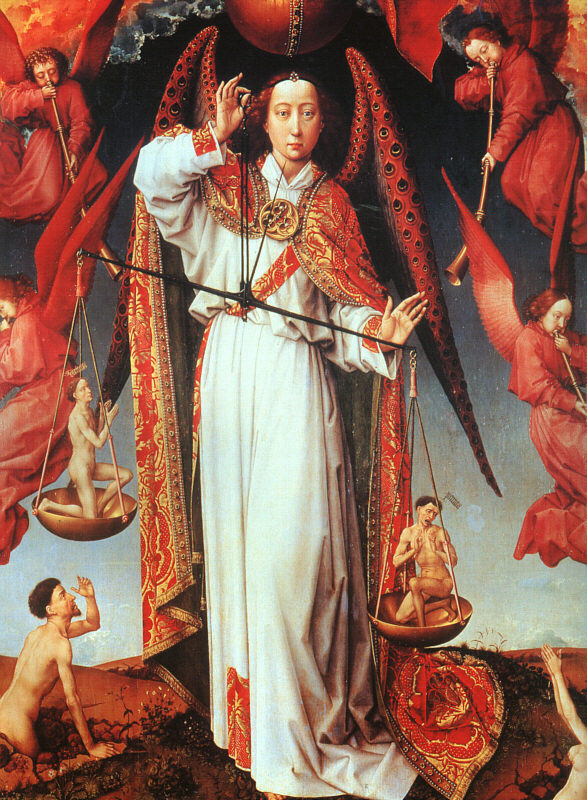
Arcangelo Michele
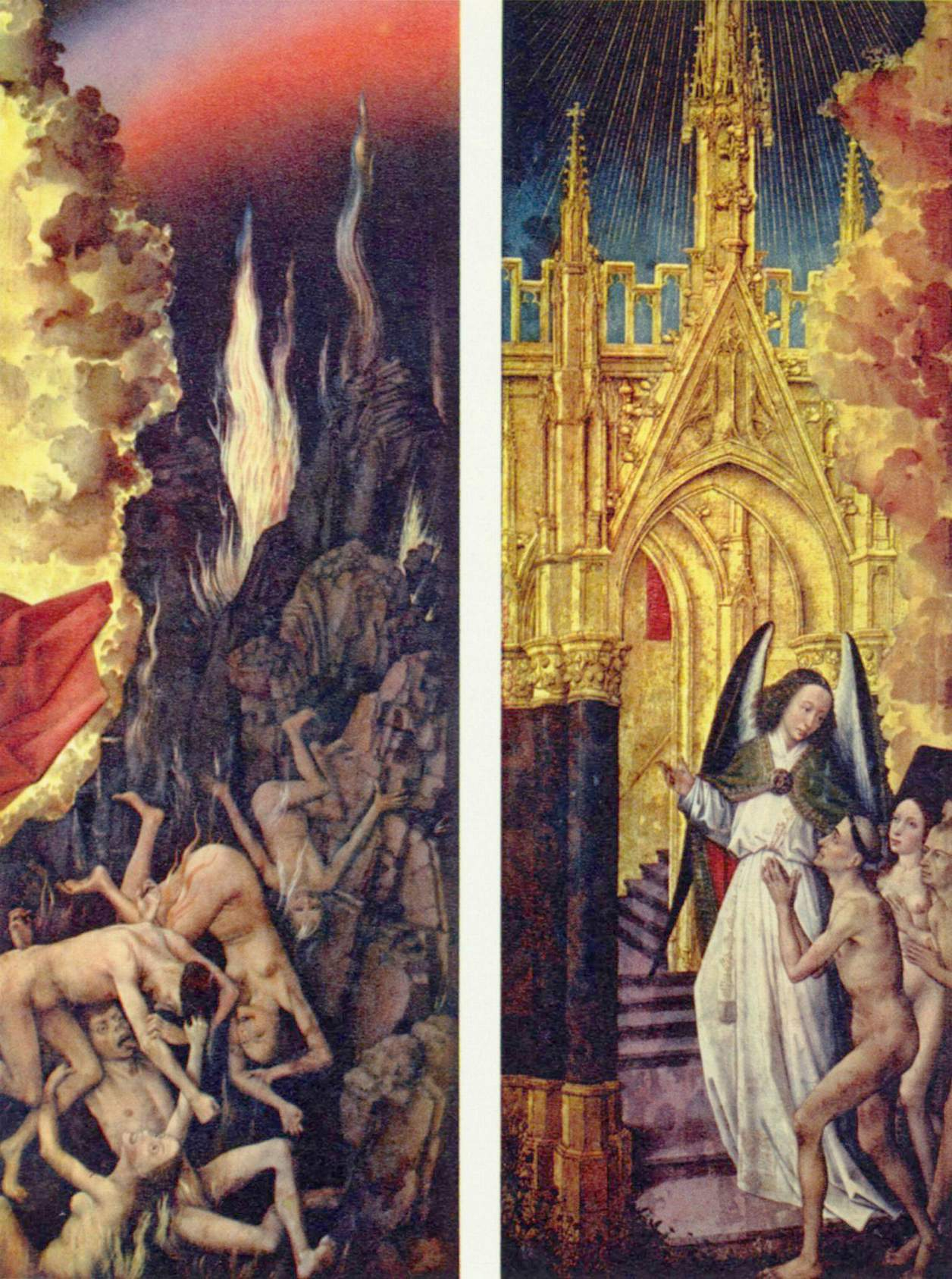
Inferno e Paradiso
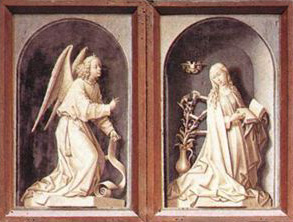
Annunciazione
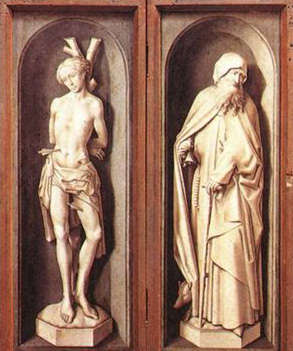
San Sebastiano e Antonio abate